# Energia (album de J. Balvin)
Pour les articles homonymes, voir Energia (homonymie).
 (avril 2020).
Si vous disposez d'ouvrages ou d'articles de référence ou si vous connaissez des sites web de qualité traitant du thème abordé ici, merci de compléter l'article en donnant les références utiles à sa vérifiabilité et en les liant à la section « Notes et références ».
Albums de J. Balvin
La Familia
(2013) Vibras
(2017)
Singles
1. Ginza
Sortie : 27 juin 2015
2. Bobo
Sortie : 13 mai 2016
3. Safari
Sortie : 16 juin 2016
4. Sigo Extrañándote
Sortie : 23 juin 2016

Energia est le 4e album studio du chanteur colombien, J. Balvin sorti le 24 juin 2016.

## Récompenses
| Publication   | Récompense                         | Année | Rang (meilleure position) |
| ------------- | ---------------------------------- | ----- | ------------------------- |
| Billboard     | Billboard's 50 Best Albums of 2016 | 2016  | 24                        |
| Rolling Stone | Best Latin Album of 2016           | 2016  | 4                         |

## Liste des pistes
| 1.  | Veneno                                           | 2:29 |
| 2.  | Malvada                                          | 2:58 |
| 3.  | Safari (featuring Pharrell Williams, BIA et Sky) | 3:25 |
| 4.  | Bobo                                             | 3:29 |
| 5.  | Sigo Extrañándote                                | 3:21 |
| 6.  | Primera Cita                                     | 2:54 |
| 7.  | Pierde Los Modales (featuring Daddy Yankee)      | 3:21 |
| 8.  | Por Un Día                                       | 3:31 |
| 9.  | No Hay Título                                    | 2:43 |
| 10. | Acércate (featuring Yandel)                      | 3:12 |
| 11. | Snapchat                                         | 3:39 |
| 12. | Hola                                             | 3:16 |
| 13. | Ginza                                            | 2:51 |
| 14. | Solitario                                        | 3:27 |
| 15. | 35 Pa Las 12 (Fuego featuring J Balvin)          | 4:06 |

| 16. | Ginza (Anitta Remix) (featuring Anitta) | 2:49 |
| 17. | Tranquila (duet with Projota)           | 3:21 |

| 16. | Fiesta | 3:09 |

| 1. | Fiesta   | 3:09 |
| 2. | Piénsame | 3:25 |
| 3. | Decídete | 3:09 |
| 4. | Pa´mi    | 2:48 |
| 5. | Energía  | 2:45 |
| 6. | Personal | 2:41 |

## Charts

### Classement par pays
| Chart (2016)                 | Meilleure position |
| ---------------------------- | ------------------ |
| Belgique (Wallonie Ultratop) | 187                |
| Mexique (AMPROFON)           | 1                  |
| Espagne (Promusicae)         | 44                 |
| Suisse (Schweizer Hitparade) | 49                 |
| États-Unis (Billboard 200)   | 38                 |

### Année 2016
| Chart (2016)       | Position |
| ------------------ | -------- |
| Mexique (AMPROFON) | 70       |

### Certifications
| Région             | Certification | Ventes  |
| ------------------ | ------------- | ------- |
| Brésil             | Or            | 20 000  |
| Chili (IFPI)       | Platine       | ?       |
| Colombie           | 5 × Platine   | 50 000  |
| Mexique (AMPROFON) | Diamant et Or | 330 000 |
| États-Unis         | 4 × Platine   | 240 000 |

## Concerts
Son concert surnommé Energia Tour est un concert se déroulant dans plusieurs villes.

### Tour dates
| Date                       | Ville           | Pays                   | Lieu                                 | Spectateurs     | Recettes        |                 |
| Amérique latine            | Amérique latine | Amérique latine        | Amérique latine                      | Amérique latine | Amérique latine | Amérique latine |
| -------------------------- | --------------- | ---------------------- | ------------------------------------ | --------------- | --------------- | --------------- |
| 29 septembre 2016          | Culiacán        | Mexique                | Foro Tecate                          | NC              | NC              |                 |
| 30 septembre 2016          | Hermosillo      | Mexique                | Expo Forum                           | NC              | NC              |                 |
| 29 octobre 2016            | Belén           | Costa Rica             | Centro de Convenciones Pedregal      | NC              | NC              |                 |
| 1er novembre 2016          | Guadalajara     | Mexique                | Auditorio Benito Juárez              | NC              | NC              |                 |
| Amérique du Nord           |                 |                        |                                      |                 |                 |                 |
| 5 novembre 2016            | Miami           | États-Unis             | AmericanAirlines Arena               | NC              | NC              |                 |
| Europe                     |                 |                        |                                      |                 |                 |                 |
| 8 novembre 2016            | Amsterdam       | Pays-Bas               | Paradiso                             | NC              | NC              |                 |
| 10 novembre 2016           | Milan           | Italie                 | Fabrique                             | NC              | NC              |                 |
| 11 novembre 2016           | Dietikon        | Suisse                 | Stadthalle                           | NC              | NC              |                 |
| 12 novembre 2016           | Cologne         | Allemagne              | Essigfabrik                          | NC              | NC              |                 |
| 13 novembre 2016           | Londres         | Angleterre             | Shepherd's Bush Empire               | NC              | NC              |                 |
| Amérique latine et du Nord |                 |                        |                                      |                 |                 |                 |
| 25 novembre 2016           | Lima            | Pérou                  | Jockey Club del Perú                 | NC              | NC              |                 |
| 26 novembre 2016           | Medellín        | Colombie               | Centro de Eventos La Macarena        | NC              | NC              |                 |
| 20 janvier 2017            | Mar del Plata   | Argentine              | Mute – Club del Mar                  | NC              | NC              |                 |
| 25 février 2017            | Viña del Mar    | Chili                  | Quinta Vergara Amphitheater          | NC              | NC              |                 |
| 18 mars 2017               | San Juan        | Porto Rico             | José Miguel Agrelot Coliseum         | 4 965 / 5 641   | 315 923 $       |                 |
| 19 mars 2017               | Pico Rivera     | États-Unis             | Pico Rivera Sports Arena             | NC              | NC              |                 |
| 6 avril 2017               | Puebla City     | Mexique                | Centro Expositor Los Fuertes (es)    | NC              | NC              |                 |
| 8 avril 2017               | Mexico          | Mexique                | National Auditorium                  | 9 620 / 9 620   | 313 802 $       |                 |
| 11 avril 2017              | Guatemala       | Guatemala              | Explanada Cayalá                     | NC              | NC              |                 |
| 12 avril 2017              | Retalhuleu      | Guatemala              | Irtra Retalhuleu                     | NC              | NC              |                 |
| 13 avril 2017              | Puerto San José | Guatemala              | Autopista Puerto Quetzal             | NC              | NC              |                 |
| 15 avril 2017              | Tela            | Honduras               | La Ensenada Beach Resort             | NC              | NC              |                 |
| 21 avril 2017              | Medellín        | Colombie               | Centro de Eventos La Macarena        | NC              | NC              |                 |
| 22 avril 2017              | Bogota          | Colombie               | Simón Bolívar Park                   | NC              | NC              |                 |
| 23 avril 2017              | Miami           | États-Unis             | AmericanAirlines Arena               | NC              | NC              |                 |
| Europe                     |                 |                        |                                      |                 |                 |                 |
| 10 mai 2017                | Rome            | Italie                 | Atlantico Live                       | NC              | NC              |                 |
| 12 mai 2017                | Munich          | Allemagne              | Tonhalle                             | NC              | NC              |                 |
| 13 mai 2017                | Genève          | Suisse                 | Geneve Arena                         | NC              | NC              |                 |
| 15 mai 2017                | Berlin          | Allemagne              | Columbiahalle                        | NC              | NC              |                 |
| 16 mai 2017                | Oberhausen      | Allemagne              | Turbinenhalle                        | NC              | NC              |                 |
| 17 mai 2017                | Bruxelles       | Belgique               | Forest National                      | NC              | NC              |                 |
| 19 mai 2017                | Paris           | France                 | L'Olympia                            | NC              | NC              |                 |
| 21 mai 2017                | Barcelone       | Espagne                | Sant Jordi Club                      | NC              | NC              |                 |
| 22 mai 2017                | Madrid          | Espagne                | WiZink Center                        | NC              | NC              |                 |
| Asie                       |                 |                        |                                      |                 |                 |                 |
| 24 mai 2017                | Ra'anana        | Israël                 | Raanana Park Amphitheater            | NC              | NC              |                 |
| Amérique du Nord,          |                 |                        |                                      |                 |                 |                 |
| 27 mai 2017                | El Paso         | États-Unis             | Downtown El Paso                     | NC              | NC              |                 |
| 28 mai 2017                | Las Vegas       | États-Unis             | Mandalay Ray Beach                   | 4 529 / 4 529   | 193 617 $       |                 |
| Amérique latine ,          |                 |                        |                                      |                 |                 |                 |
| 1er juillet 2017           | Santiago        | Chili                  | Movistar Arena                       | 14 893 / 14 974 | 730 114 $       |                 |
| 29 juillet 2017            | Monterrey       | Mexique                | Parque Ferrocarrilero                | NC              | NC              |                 |
| 3 août 2017                | Panama          | Panama                 | Roberto Durán Arena                  | NC              | NC              |                 |
| 5 août 2017                | Santa Cruz      | Bolivie                | Estadio Ramón Tahuichi Aguilera      | NC              | NC              |                 |
| 9 août 2017                | Montevideo      | Uruguay                | Palacio Peñarol (es)                 | NC              | NC              |                 |
| 10 août 2017               | Buenos Aires    | Argentine              | Luna Park                            | NC              | NC              |                 |
| 11 août 2017               | Córdoba         | Argentine              | Anfiteatro Jesús María               | NC              | NC              |                 |
| 12 août 2017               | Asunción        | Paraguay               | Jockey Club del Paraguay             | NC              | NC              |                 |
| 2 septembre 2017           | Lima            | Pérou                  | Jockey Club del Perú                 | NC              | NC              |                 |
| Amérique du Nord           |                 |                        |                                      |                 |                 |                 |
| 14 septembre 2017          | Fairfax         | États-Unis             | EagleBank Arena                      | NC              | NC              |                 |
| 15 septembre 2017          | Boston          | États-Unis             | Wang Theatre                         | 3 011 / 3 531   | 213 168 $       |                 |
| 16 septembre 2017          | New York        | États-Unis             | The Theater at MSG                   | 5 276 / 5 276   | 385 456 $       |                 |
| 20 septembre 2017          | Détroit         | États-Unis             | The Fillmore Detroit                 | NC              | NC              |                 |
| 21 septembre 2017          | Rosemont        | États-Unis             | Rosemont Theatre                     | NC              | NC              |                 |
| 23 septembre 2017          | Milwaukee       | États-Unis             | Riverside Theatre                    | NC              | NC              |                 |
| 24 septembre 2017          | Omaha           | États-Unis             | Ralston Arena                        | NC              | NC              |                 |
| 28 septembre 2017          | Houston         | États-Unis             | Club Escapade                        | NC              | NC              |                 |
| 29 septembre 2017          | Hidalgo         | États-Unis             | State Farm Arena                     | NC              | NC              |                 |
| 30 septembre 2017          | San Antonio     | États-Unis             | Aztec Theatre                        | NC              | NC              |                 |
| 1er octobre 2017           | Grand Prairie   | États-Unis             | Verizon Theatre at Grand Prairie     | NC              | NC              |                 |
| 5 octobre 2017             | San José        | États-Unis             | City National Civic                  | NC              | NC              |                 |
| 6 octobre 2017             | Santa Ana       | États-Unis             | The Observatory                      | NC              | NC              |                 |
| 7 octobre 2017             | Rancho Mirage   | États-Unis             | The Show at Agua Caliente Casino     | NC              | NC              |                 |
| 8 octobre 2017             | Los Angeles     | États-Unis             | Microsoft Theater                    | 6 856 / 6 856   | 484 891 $       |                 |
| 10 octobre 2017            | Atlanta         | États-Unis             | Coca-Cola Ritz                       | NC              | NC              |                 |
| 11 octobre 2017            | Orlando         | États-Unis             | Hard Rock Live                       | NC              | NC              |                 |
| 13 octobre 2017            | Miami           | États-Unis             | American Airlines Arena              | NC              | NC              |                 |
| Amérique latine            |                 |                        |                                      |                 |                 |                 |
| 21 octobre 2017            | Mexico          | Mexique                | National Auditorium                  | 9 620 / 9 620   | 351 374 $       |                 |
| 27 octobre 2017            | Guadalajara     | Mexique                | Telmex Auditorium                    | NC              | NC              |                 |
| 28 octobre 2017            | Cuernavaca      | Mexique                | Jardines de Mexico                   | NC              | NC              |                 |
| 1er novembre 2017          | Monterrey       | Mexique                | Arena Monterrey                      | NC              | NC              |                 |
| 2 novembre 2017            | Cabo San Lucas  | Mexique                | El Squid Roe                         | NC              | NC              |                 |
| 5 novembre 2017            | Santo Domingo   | République dominicaine | Stade olympique Félix-Sánchez        | NC              | NC              |                 |
| 11 novembre 2017           | Tijuana         | Mexique                | Audirama El Trompo                   | NC              | NC              |                 |
| 18 novembre 2017           | Bucaramanga     | Colombie               | Plaza de Toros Señor de los Milagros | NC              | NC              |                 |
| Europe                     |                 |                        |                                      | NC              | NC              |                 |
| 25 janvier 2018            | Paris           | France                 | Zénith de Paris                      | NC              | NC              |                 |
| 26 janvier 2018            | Amsterdam       | Pays-Bas               | AFAS Live                            | NC              | NC              |                 |
| 28 janvier 2018            | Londres         | Angleterre             | O2 Academy Brixton                   | NC              | NC              |                 |
| Total                      | Total           | Total                  | Total                                | 49 150 / 50 427 | 2 636 971 $     |                 |

### Concerts annulées
À ce stade, trois concerts ont été annulés.
| Date             | Ville         | Pays    | Lieu                      | Cause                |
| ---------------- | ------------- | ------- | ------------------------- | -------------------- |
| 21 octobre 2016  | Chihuahua     | Mexique | Estadio Manuel L. Almanza | TBD                  |
| 22 octobre 2016  | Ciudad Juarez | Mexique | Estadio Carta Blanca      | Problèmes techniques |
| 10 novembre 2017 | Mexicali      | Mexique | Plaza de Toros Calafia    | Rupture de contrat   |